# 50日間で女性の顔は変わるのか!?
50日間で女性の顔は変わるのか!?（50にちかんでじょせいのかおはかわるのか!?）は2019年と2020年に日本テレビで放送された単発のドキュメントバラエティ番組。普通の女性が特別な50日を過ごすと、顔に変化は現れるのか検証する。

## 概要
2019年7月21日に日本テレビの単発バラエティー番組枠サンバリュで「サンバリュ 50日間で女性の顔は変わるのか!?」として放映、2020年1月4日には新作の「マツコ"毒舌"観察!! 50日間で女性の顔は変わるのか!?日本一金かかる街で暮らすと」が放映された。日常を大きく変えて50日を過ごすと、普通の女性の表情はどのように変化するのか。密着VTRを司会のマツコ・デラックスと平成ノブシコブシの吉村崇が検証する。ナレーションは岩下尚史が担当。番組の企画は、シングルマザーがファッション雑誌25ans編集部でアルバイトをする、女子大生がイタリア人に褒められながらイタリア語の勉強をする、就活中の女性が挑む50日イルカ生活、など。
番組はマツコの毒舌と共に進行していった。出演した女性たちはダイエットなどはしなかったものの表情が変わり、顔は綺麗になっていった。また、顔だけでなく内面も大きく変化し、司会が驚く場面もあった。一方で、2019年の放送ではマツコが「大事なものを失ってほしくない」「変わらないのが見たい。なんかいないの？　テコでも動かない女！」ともコメントし、変わらなくてもよいのだと纏めた。
番組は好評を博した。2019年の放送後に木村隆志はマイナビニュースの「テレビ解説者･木村隆志の週刊テレ贔屓」で「ターゲット層で言えば、今すぐ『幸せ!ボンビーガール』の後継番組になっても驚かないクオリティがあった。」と評価し、2020年の放送後、日刊サイゾーは「整形やダイエットはバラエティ番組の鉄板の高視聴率企画だが、実際にやるとなると、多くの人間にはハードルが高すぎる。その点『50日間』は、“もしかして私にも”を思わせるのが秀逸で、関係者の間では早くも「レギュラー化は間違いなし」との声も上がっているという。」と主張していた。

## 放送
| タイトル                                                                     | 放送日              | 備考   |
| ---------------------------------------------------------------------------- | ------------------- | ------ |
| サンバリュ 50日間で女性の顔は変わるのか!?                                    | 2019年7月21日（日） |        |
| 50日間で女性の顔は変わるのか!? 放送直前SP                                    | 2020年1月3日（金）  | 再放送 |
| マツコ"毒舌"観察!! 50日間で女性の顔は変わるのか!? 日本一金かかる街で暮らすと | 2020年1月4日（土）  |        |
| 50日間で女性の顔は変わるのか!?傑作選                                         | 2020年5月24日（日） | 再放送 |